# Into the Wild (LP)
Into the Wild è un singolo della cantautrice statunitense LP, pubblicato il 25 maggio 2012 come primo estratto dall'album in studio Forever for Now.

## Tracce
Download digitale
1. Into the Wild – 3:53 (Laura Pergolizzi, PJ Bianco)

## Video
Il videoclip della canzone, girato a Palmdale in California è stato pubblicato sul canale YouTube della cantante nel 4 ottobre 2012. Diretto da Shane Drake, vede la partecipazione delle celebri cantanti stuanitensi Brittany Snow e Haley Bennett.